# Han Du-hyeon
Han Du-hyeon (koreanisch 한두현; * 28. Juli 1994 in Busan) ist ein südkoreanischer Leichtathlet, der sich auf den Stabhochsprung spezialisiert hat.

## Sportliche Laufbahn
Erste internationale Erfahrungen sammelte Han Du-hyeon im Jahr 2012, als er bei den Juniorenweltmeisterschaften in Barcelona mit übersprungenen 4,95 m in der Qualifikationsrunde ausschied. Im Jahr darauf belegte er bei der Sommer-Universiade in Kasan mit 5,40 m den sechsten Platz und wurde anschließend auch bei den Ostasienspielen in Tianjin mit 5,15 m Sechster. 2014 gelangte er bei den Hallenasienmeisterschaften in Hangzhou mit 5,00 m auf Rang vier und im September brachte er bei den Asienspielen in Incheon keinen gültigen Versuch zustande. Im Jahr darauf klassierte er sich bei den Asienmeisterschaften in Wuhan mit 5,40 m auf dem sechsten Platz und anschließend wurde er bei den Studentenweltspielen in Gwangju mit einer Höhe von 5,30 m Fünfter und belegte mit der südkoreanischen 4-mal-100-Meter-Staffel in 41,70 s den sechsten Platz. 2017 belegte er bei den Asienmeisterschaften in Bhubaneswar mit 5,40 m den fünften Platz und anschließend verpasste er bei der Sommer-Universiade in Taipeh mit 5,20 m den Finaleinzug. 2019 brachte er bei den Militärweltspielen in Wuhan keinen gültigen Versuch zustande und 2023 belegte er bei den Asienmeisterschaften in Bangkok mit 5,31 m den siebten Platz. Im Oktober gelangte er bei den Asienspielen in Hangzhou mit 5,15 m auf Rang acht. 2025 wurde er bei den Asienmeisterschaften in Gumi mit 5,22 m Zwölfter.
In den Jahren 2016 und 2022 wurde Han südkoreanischer Meister im Stabhochsprung. Sein Zwillingsbruder Han Se-hyun ist als Hürdenläufer aktiv.